# Welsh Corgi Cardigan

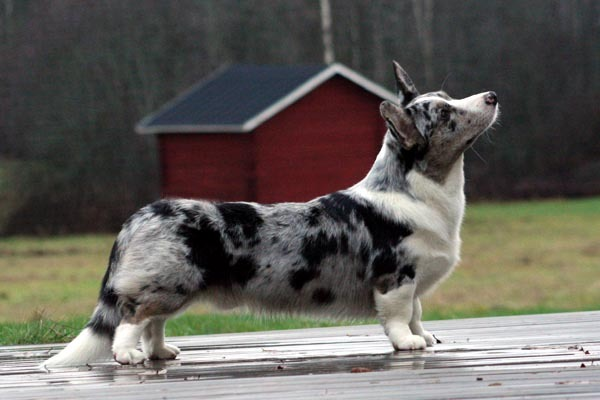
Welsh Corgi Cardigan o umaszczeniu typu blue merle

Welsh corgi cardigan – jedna z ras psów należąca do grupy psów pasterskich i zaganiających, zaklasyfikowana do sekcji psów pasterskich (owczarskich). Typ jamnikowaty. Nie podlega próbom pracy.

## Rys historyczny
Rasy Welsh Corgi Cardigan i Welsh Corgi Pembroke mają wspólne pochodzenie - zostały sprowadzone najprawdopodobniej przez wikingów na Wyspy Brytyjskie (Walia). Welsh corgi wywodzi swą nazwę prawdopodobnie od walijskiego słowa corrci, co oznacza "karłowatego psa". Psy tej rasy były faworytami angielskich monarchów, m.in. Ryszarda I. Popularność rasy Welsh Corgi Cardigan została przyćmiona przez Welsh Corgi Pembroke

## Wygląd

### Budowa
- Głowa: lisia w kształcie. Między uszami czaszka jest dosyć szeroka i płaska, stop średnio zaznaczony. Kufa zwęża się lekko ku końcowi, trufla jest czarna. Oczy średniej wielkości, ciemne, u psów marmurowych dopuszczalne niebieskie.
- Uszy: Cardigan ma uszy duże, stojące, na końcu zaokrąglone.
- Szyja: muskularna, dobrze rozwinięta.
- Tułów: długi i mocny, klatka piersiowa szeroka i głęboka, linia grzbietu prosta.
- Ogon: lisi osadzony na linii grzbietu, długi sięgający ziemi, nigdy nie kopiowany.

### Szata i umaszczenie
Krótka sierść jest odporna na zmiany pogody. Dozwolone jest każde umaszczenie, jeśli powierzchnia biała nie przekracza 30%. 
Rodzaje występującego umaszczenia u cardiganów:
- trikolor pręgowane;
- pręgowane;
- trikolor;
- rude;
- śniade;
- blue merle;
- czarno-białe;
- marmurkowe.

## Zachowanie i charakter
Spokojniejsze od Pembroke, ale równie towarzyskie, inteligentne i chętne do nauki. Odważne i śmiałe, przywiązują się do swojego przewodnika i rodziny, dość spokojne z natury. Cardigany bywają wobec innych psów dość zuchwałe. W celu uniknięcia późniejszych problemów należy je wcześnie socjalizować. 

### Wychowanie
W zasadzie jest to rasa nie sprawiająca problemów podczas wychowania. Są pojętne, dzięki czemu odnoszą sukcesy w kilku dziedzinach psich sportów. 

## Użytkowość
Cardigany wykorzystywane są do pilnowania gospodarstw i dobytku, tępienia szkodników takich jak szczury, pełnią również funkcję psów zaganiających bydło. Są także psami do towarzystwa.
Cardigany brały udział w akcjach odkopywania ludzi spod lawin.

## Zdrowie i pielęgnacja
Jest to rasa lubiąca długie i urozmaicone spacery. Cardigany chętnie biorą udział w zajęciach sportowych angażujących zarówno psa, jak i właściciela, takich jak aportowanie i próby na torze przeszkód. Psy tej rasy są łatwe w pielęgnowaniu sierści, obficie linieją. Do typowych dla rasy schorzeń należą choroby zwyrodnieniowe kręgosłupa. Do niedawna częste były też u przedstawicieli tej rasy przypadki postępującego zaniku siatkówki (PRA), jednak badania genetyczne znacznie poprawiły sytuację.  

## Zobacz też

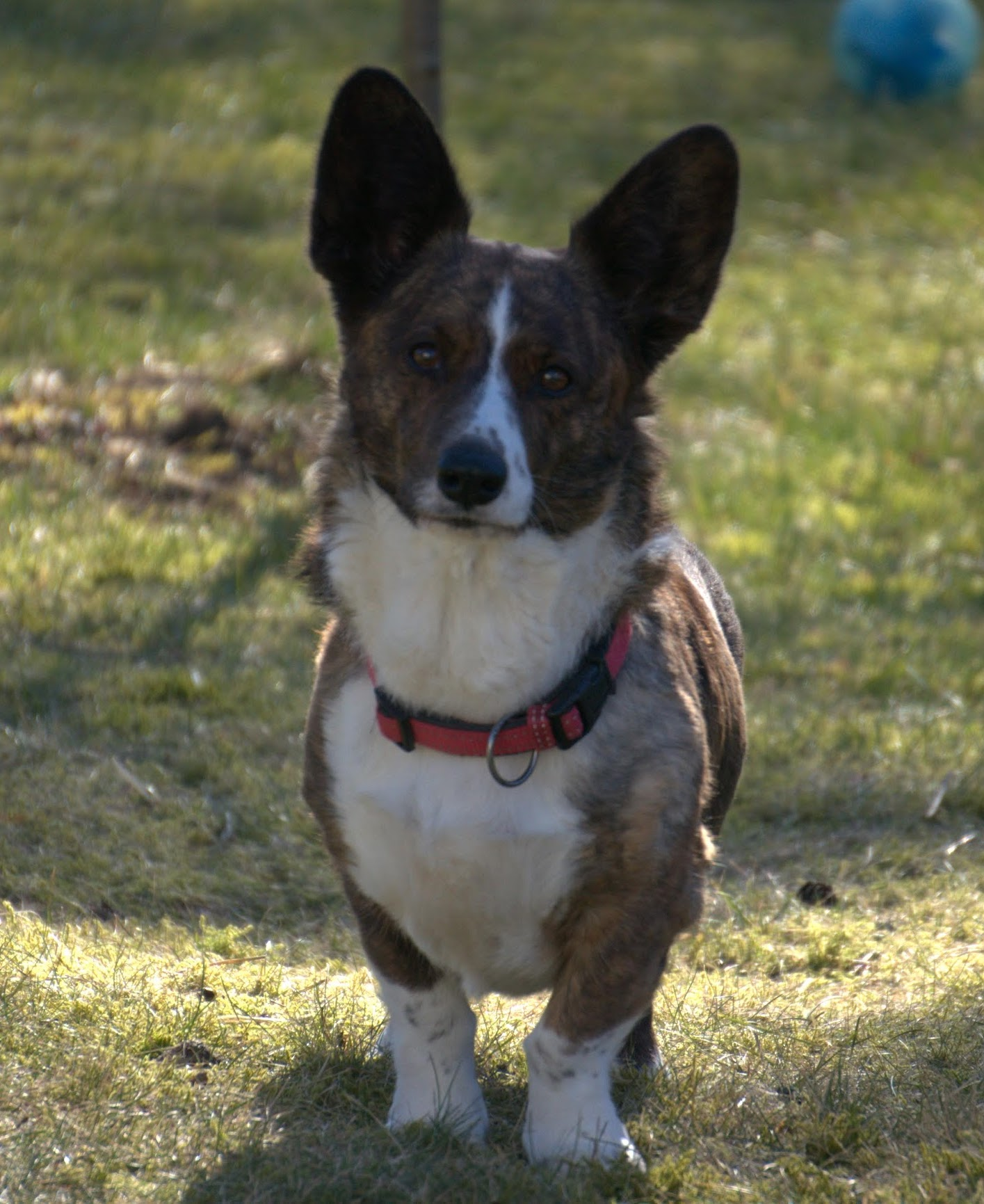
Welsh corgi cardigan tri color